# Chiesa del Sacro Cuore di Gesù (Santa Venerina)
La chiesa del Sacro Cuore di Gesù   è una chiesa di Santa Venerina, nella città metropolitana di Catania.

## Storia
L’inizio della costruzione della Chiesa avvenne nel maggio del 1875 e, per volere del papa Pio IX, l’edificio fu dedicato al Sacro Cuore di Gesù, della cui devozione risultò essere il primo in Sicilia. Il 29 giugno 1888 la Chiesa viene aperta al culto. Dopo alterne vicende la sua facciata e le tre navate furono completate nel 1888; queste ultime inizialmente presentavano un fondo cieco per consentire l’ampliamento a croce latina in due tempi.  Il 7 agosto del 1899 iniziarono i lavori per il transetto, sormontato da tamburo, cupola e lanterna, il coro e la sua abside. I lavori furono completati nel 1906. 
Nel 1906 furono commissionati le prime tempere murali al pittore romano Primo Panciroli il quale eseguì come prima opera l’Ascensione di Gesù Cristo e il Trionfo della Croce nel catino absidale e nella volta del coro centrale. Dal 1911 Panciroli decorò le volte del transetto con una Adorazione del Divino da una visione dell’Apocalisse di San Giovanni (abside sinistra), e la Gloria del SS. Sacramento dell’Eucaristia (abside destra). Nel 1920 dipinse le quattro lunette della cupola (Fede, Speranza, Giustizia, Carità) e le pareti laterali del Coro maggiore (La moltiplicazione dei pani e dei pesci e l'Ultima cena). 
Il terremoto del maggio del 1914, compromise la staticità della porzione basamentale del campanile, per cui la sua struttura in muratura tradizionale fu ancorata al secondo ordine tramite la realizzazione di un cordolo perimetrale in cemento armato di circa un metro di altezza.
Il sisma del marzo del 1952 provocò il crollo di una colonna che sosteneva il fornice centrale del campanile, per cui l’intero terzo ordine nella sua restante struttura in pietra, fu demolito e ricostruito in cemento armato sfruttando per l’ancoraggio i ferri del cordolo del 1914. Per restituire decoro a tale parte, l’intera loggia campanaria fu rivestita con lastre di pietra calcarea in parte derivanti dal riutilizzo delle originali d’inizio secolo. Ultimata la ricostruzione, in cima fu posta la statua del Sacro Cuore di Gesù, nella stessa occasione furono poste rispettivamente a sinistra e a destra del campanile la statua di santa Margherita Maria Alacoque e la statua di santa Gertrude
Nel 1976 venne sostituito il pavimento con lastre di marmo bianco di Carrara. 
Il 13 gennaio del 1986 un nuovo sisma arrecò ulteriori danni al monumento: si formarono lesioni alle prime due arcate separanti la navata centrale dalle laterali. La facciata oscillò separandosi con evidenti lesioni dalla navata centrale. 
In occasione del centenario dell'apertura a culto della Chiesa, fu realizzato un altare in marmo secondo le nuove norme liturgiche. 
Nel 1991 si eseguì un intervento sulla copertura e sulla struttura muraria sommitale della chiesa. Si sostituì la struttura lignea e si inserirono sulla rasatura delle murature delle pareti perimetrali delle navate laterali e sulla cimasa delle pareti della navata centrale dei lunghi cordoli in cemento armato che comportarono un innalzamento del piano di imposta delle coperture. La grossa orditura di queste ultime fu integralmente sostituita con nuove capriate lignee poggianti sui cordoli in cemento armato. I cordoli proseguendo sulle murature longitudinali furono interrotti in corrispondenza del corpo di fabbrica della facciata e questa rimase tangente alla loro sezione terminale. 
A causa degli eventi sismici dell'ottobre-dicembre 2002 la chiesa (interno ed esterno) venne notevolmente danneggiata. In particolare la chiesa presenta vaste zone interessate da un esteso fenomeno di umidità dovuto in massima parte da infiltrazioni di acqua piovana dalla copertura sovrastante danneggiata, nel suo sistema di smaltimento delle acque meteoriche, dal sisma stesso e dal conseguente abbandono della struttura. L’intera facciata si rovinò, oltre che a causa del sisma anche dal conseguente inserimento dei puntelli in carpenteria metallica che provocarono in alcuni casi la demolizione di intere porzioni di trabeazione e agevolarono l’azione degli agenti atmosferici, biodeteriogeni e corrosivi, per effetto dell’infrangersi delle acque piovane sul complicato intreccio di carpenterie metalliche e del loro insinuarsi nelle fenditure operate nell’azione di puntellamento. 
Gli interventi promossi dal Dipartimento della Protezione Civile consolidarono e restaurato il bene.
Con il finanziamento dell'8x1000 si è proceduto a completare la pavimentazione centrale con marmo bianco di Carrara; consolidare i piedritti degli arconi prossimi alla cupola; consolidare il piede delle lesene della navata; realizzare e integrare gli stucchi crollati con il sisma; restaurare le navate laterali.

## Opere d'arte
La chiesa, iniziata dall'anno 1875, è divisa in tre navate. La cupola venne costruita su disegno dell'architetto Giovanni Privitera. Sono presenti molti affreschi di Primo Panciroli. Nella parte interna della cupola si possono ammirare i suoi affreschi: 
- la Fede (inizi del XX secolo)
- la Speranza (inizi del XX secolo)
- la Carità (inizi del XX secolo)
- la Giustizia (inizi del XX secolo)
- l'Ascensione di Cristo (inizi del XX secolo)
- il trionfo della Croce (inizi del XX secolo)

- la Moltiplicazione dei pani (inizi del XX secolo)
- l'Ultima Cena (inizi del XX secolo)

- l'Eucaristia (XX secolo).

- Angeli col calice (inizi del XX secolo)
- Gesù tra i bimbi (inizi del XX secolo)
- San Tommaso col Cristo (inizi del XX secolo)
- l'adorazione dell'Agnello (inizi del XX secolo)
- l'esaltazione del lino (inizi del XX secolo).

Tele ad olio:
- Anime Sante del Purgatorio (Salvatore Messina, fine del XIX secolo)
- Il transito di San Giuseppe  (Natale Attanasio, fra il XIX e il XX secolo)
- Immacolata Concezione (Salvatore Messina, fine del XIX secolo)
- San Michele Arcangelo (Autore ignoto, inizi del XIX secolo)

Statue ed opere d'intaglio:
- Statue di pietra dell'Etna raffiguranti la Madonna e Bernadette orante
- Statue lignee di Sant'Antonio Abate, San Francesco di Paola, Sacro Cuore di Gesù (XIX secolo)
- Simulacro ligneo lavorato in Francia nel 1896 della Madonna della Divina Grazia.[2]